# Brigitte Mohnhaupt
Brigitte Margret Ida Mohnhaupt, més coneguda com a Brigitte Mohnhaupt, (Rheinberg, 24 de juny de 1949) és una activista política alemanya, exmilitant de la segona generació del grup armat Fracció de l'Exèrcit Roig entre 1971 i 1982. També va ser la principal responsable de l'anomenada «tardor alemanya» de 1977.

## Biografia

### Joventut
Després del divorci dels seus pares el 1960, es va quedar amb la mare. Va obtenir el títol de Batxillerat el 1967 a Bruchsal, i després es va inscriure al Departament de Filosofia de la Universitat de Múnic. El 1968 es va casar amb Rolf Heissler i es van separar dos anys després.
Més tard, Rolf Heissler també va ser militant de la Fracció de l'Exèrcit Roig i, segons el testimoni d'un antic membre de l'organització armada, juntament amb Stefan Wisniewski van ser els qui van assassinar Hanns Martin Schleyer, quan la RAF es trobava sota les ordres de Mohnhaupt.

### Inici a la lluita armada
Originalment va ser membre del Col·lectiu de Pacients Socialistes (SPK), Mohnhaupt es va unir a la Fracció de l'Exèrcit Roig prop de 1971 després que el SPK es dissolgués, donant suport a la RAF en Organització, Logística i obtenció d'armes. Esdeveniments significatius de la pertinença de Mohnhaupt a la RAF van ser:
- El 9 de juny de 1972, va ser arrestada a Berlín per les seves connexions amb la RAF i sentenciada a un perllongat període de presó per les seves activitats criminals. Durant el seu empresonament i breument després de la mort de Ulrike Meinhof a la presó, va ser transferida a la presó de Stammheim on la majoria dels membres de la RAF estaven detinguts. Finalment va ser alliberada el 8 de febrer de 1977, i immediatament es va reincorporar al treball clandestí i va continuar les seves activitats amb la banda Baader-Meinhof.
- Mohnhaupt va ser la major dirigent de la Tardor Alemanya, el 30 de juliol de 1977, va estar embolicada directament en l'homicidi del banquer Jürgen Ponto, president del Dresdner Bank en Oberursel, durant el frustrat segrest en què va participar al costat de Susanne Albrecht i Christian Klar.
- Va estar implicada en el segrest i posterior assassinat de l'empresari Hanns Martin Schleyer com a autor intel·lectual de l'operació i posteriorment va ordenar l'assassinat comès presumptament pels terroristes Stefan Wisniewski i Rolf Heissler. Per a la realització de la Tardor Alemanya, va viatjar clandestinament al costat de Peter-Jürgen Boock cap a la ciutat de Bagdad, a l'Iraq per entrevistar-se amb membres del Front Popular per a l'Alliberament de Palestina (FPLP), per coordinar el Segrest de l'avió Landshut com a forma de pressionar al Govern Federal Alemany.
- L'11 de maig de 1978 va ser arrestada a Iugoslàvia, juntament amb Sieglinde Hofmann, Peter-Jürgen Boock i Rolf Wagner, enfrontant-se amb el risc d'extradició a l'Alemanya Occidental.[2] No obstant això, van ser alliberats perquè l'Alemanya Occidental va decidir no extradir-los per tal de no acceptar un intercanvi amb Iugoslàvia de vuit exiliats polítics de Croàcia que residien en territori alemany.[2][3] Formalment, el 17 de novembre se'ls va autoritzar perquè volessin a un país de la seva elecció,[2][4] el qual probablement van triar Iemen del Sud.
- 15 de setembre de 1981 Mohnhaupt va prendre part de l'intent d'assassinat del general nord-americà Frederick Kroesen utilitzant un llançacoets antitancs portàtil soviètic RPG-7. Kroesen va poder escapar de miracle.

### Arrest i vida posterior
L'11 de novembre de 1982, juntament amb Adelheid Schulz, va ser arrestada mentre dipositava armes de la RAF en un amagatall en un bosc proper a Frankfurt del Main, el qual havia estat sent vigilat pels comandos del GSG9. Mohnhaupt va ser detinguda i sentenciada a cinc cadenes perpètues. Això va ser motivat pel seu important rol durant la tardor alemanya i també a l'intent d'assassinat del general de l'OTAN Kroesen. El seu arrest va ser un cop massiu per a la RAF, ja que Mohnhaupt s'havia convertit en una peça important per a la tercera generació de la RAF, així com en el seu moment ho van ser Gudrun Ensslin i Andreas Baader.
Entre el 27 de juliol i el 3 d'agost de 1994 va realitzar una vaga de fam, juntament amb els altres presos de la RAF Irmgard Möller, Manuela Happe, Eva Haule, Sieglinde Hofmann, Hanna Krabbe, Christine Kuby, Helmut Pohl, Heidi Schulz, Birgit Hogefeld, Rolf Heissler, Christian Klar i Rolf Clemens Wagner, amb la demanda d'alliberament immediat d'Irmgard Moller, que portava 22 anys empresonada.
Monhaupt va anar finalment posada en llibertat condicional entre les 2:00 i les 3:00 a. m., del diumenge 25 de març de 2007. En sortir de presó va ser recollida pels seus familiars i no va donar entrevistes a cap mitjà de comunicació. Mohnhaupt té previst instal·lar-se a la ciutat de Karlsruhe i treballar en un taller de components d'automòbil, propietat del fill d'una amiga seva.
Al desembre de 2008, Mohnhaupt va amenaçar d'emprendre accions legals contra els productors de la pel·lícula RAF: Facció de l'Exèrcit Roig, del director Uli Edel. La demanda versa sobre una escena suposadament desenvolupada l'any 1977, en la qual Mohnhaupt -interpretada per Nadja Uhl- i Peter-Jürgen Boock -interpretat per Vinzenz Kiefer- sostenen una relació sexual després del seu alliberament de presó. Els productors van respondre que es tractava d'una llicència literària i que no l'esborrarien del llargmetratge. Una Cort d'Hamburg va rebutjar la sol·licitud inicial de l'advocat de Brigitte Mohnhaupt per eliminar l'escena de la pel·lícula.

## Noves acusacions
Actualment, la Cort Federal d'Alemanya va reobrir el cas de l'assassinat del fiscal general alemany Siegfried Buback, el 7 d'abril de 1977, després que -segons acusació dels exmembres de la RAF Peter-Jürgen Boock i Verena Becker - s'assenyalés com a responsables a Günther Sonnenberg, com a conductor de la motocicleta, i a Stefan Wisniewski, com a autor dels trets de subfusell que van acabar amb la vida del fiscal i els dos escortes. En aquesta investigació també hi estan acusats Christian Klar (alliberat el desembre de 2008), Knut Folkerts (alliberat el 1995), Sonnenberg (alliberat el 1992) i Brigitte Mohnhaupt, en tant que militants amb major control dins la RAF en el moment de l'assassinat. L'exmembre de la RAF Silke Maier-Witt va declarar que el dia de l'assassinat es trobava amb Knut Folkerts a la ciutat neerlandesa d'Amsterdam, per la qual cosa ell no hauria pogut haver participat.
Actualment la Fiscalia General amenaça amb una ordre de detenció coercitiva de 6 mesos per Mohnhaupt, Klar i Folkerts fins que s'esclareixi la participació dels veritables responsables de l'assassinat del Fiscal.